# Тайлденвилл (Флорида)
Тайлденвилл (англ. Tildenville) — статистически обособленная местность, расположенная в округе Ориндж (штат Флорида, США) с населением в 513 человек по статистическим данным переписи 2000 года.

## География
По данным Бюро переписи населения США статистически обособленная местность Тайлденвилл имеет общую площадь в 1,04 квадратных километров, из которых 0,78 кв. километров занимает земля и 0,26 кв. километров — вода. Площадь водных ресурсов округа составляет 25 % от всей его площади.
Статистически обособленная местность Тайлденвилл расположена на высоте 31 м над уровнем моря.

## Демография
По данным переписи населения 2000 года в Тайлденвиллe проживало 513 человек, 129 семей, насчитывалось 169 домашних хозяйств и 180 жилых домов. Средняя плотность населения составляла около 493,27 человек на один квадратный километр. Расовый состав населённого пункта распределился следующим образом: 13,84 % белых, 80,51 % — чёрных или афроамериканцев, 2,14 % — представителей смешанных рас, 3,51 % — других народностей. Испаноговорящие составили 11,89 % от всех жителей статистически обособленной местности.
Из 169 домашних хозяйств в 34,9 % воспитывали детей в возрасте до 18 лет, 41,4 % представляли собой совместно проживающие супружеские пары, в 30,8 % семей женщины проживали без мужей, 23,1 % не имели семей. 17,2 % от общего числа семей на момент переписи жили самостоятельно, при этом 5,3 % составили одинокие пожилые люди в возрасте 65 лет и старше. Средний размер домашнего хозяйства составил 3,04 человек, а средний размер семьи — 3,42 человек.
Население статистически обособленной местности по возрастному диапазону по данным переписи 2000 года распределилось следующим образом: 32,4 % — жители младше 18 лет, 8,0 % — между 18 и 24 годами, 30,8 % — от 25 до 44 лет, 23,0 % — от 45 до 64 лет и 5,8 % — в возрасте 65 лет и старше. Средний возраст жителей составил 31 год. На каждые 100 женщин в Тайлденвиллe приходилось 95,1 мужчин, при этом на каждые сто женщин 18 лет и старше приходилось 92,8 мужчин также старше 18 лет.
Средний доход на одно домашнее хозяйство статистически обособленной местности составил 36 250 долларов США, а средний доход на одну семью — 38 438 долларов. При этом мужчины имели средний доход в 26 500 долларов США в год против 20 893 доллара среднегодового дохода у женщин. Доход на душу населения статистически обособленной местности составил 36 250 долларов в год. 10,5 % от всего числа семей в населённом пункте и 11,7 % от всей численности населения находилось на момент переписи населения за чертой бедности, при этом 8,2 % из них были моложе 18 лет и — в возрасте 65 лет и старше.